# Paskivka, Reșetîlivka
Paskivka (în ucraineană Паськівка) este un sat în comuna Pașcenkî din raionul Reșetîlivka, regiunea Poltava, Ucraina.

## Demografie
Componența lingvistică a localității Paskivka
     Ucraineană (100%)
Conform recensământului din 2001, toată populația localității Paskivka era vorbitoare de ucraineană (100%).